# NBCゴールデンナイトゲーム
NBCゴールデンナイトゲーム（エヌビーシーゴールデンナイトゲーム）は長崎放送ラジオ局（NBCラジオ佐賀含む）で年度上半期の4月から9月に放送されているプロ野球中継の題名。なお、このタイトルになるまでは「NBC○曜ナイター」（エヌビーシー○ようナイター）や「ゴールデンナイターNBC」（ゴールデンナイターエヌビーシー）というタイトルで放送していた（現在のタイトルとなったのは1997年から）。番組テーマ曲としてレイモンド服部の「コバルトの空」を使用している（2019年現在）。

## 放送日時
- 火曜日 - 金曜日 18:45 - 21:00
- 2019年から延長オプションは廃止された。（2018年までは最大21:50まで中継）

## ネット受け
曜日別の放送内容【】印は、中継する主な球団
- 火曜：【福岡ソフトバンクホークス】／RKBエキサイトホークス（キー局：RKBラジオ）
  - ソフトバンク戦ナイターが行われない場合はRKBが設定する他のカードの中継を放送
- 水曜：【福岡ソフトバンクホークス】／KBCホークスナイター（キー局：KBCラジオ）
  - 2012年以降は火曜とは異なりビジターゲームの中継カードに制限が設けられた。ソフトバンク戦がデーゲーム、もしくはKBCのソフトバンク戦中継が文化放送（西武戦）・STVラジオ（日本ハム戦）・TBCラジオ（楽天戦）・東海ラジオ（セ・パ交流戦の中日戦）・RCCラジオ（セ・パ交流戦の広島戦）のネット受けの場合はホークス戦の中継はせず、NRNナイター（キー局：ニッポン放送）全国ネットの中継を放送する（ただし中継対象外カードも、全国放送となった場合はそのまま中継する）。2011年までは火曜同様、ソフトバンク戦についてはどの対戦カードでも中継していた。
- 木・金曜：【読売ジャイアンツ・東京ヤクルトスワローズなど全球団主催試合】／NRNナイター（キー局：ニッポン放送）

### 制作担当局
| 地域（球団）／曜日         | 火        | 水  | 木  | 金  |
| 基本系列                   | JRN       | NRN | NRN | NRN |
| 北海道（日）               | HBC       | STV | STV | STV |
| 宮城（楽）                 | TBC       | TBC | TBC | TBC |
| 関東（巨・ヤ・横・西・ロ） | RF/QR/TBS | LF  | LF  | LF  |
| 東海（中）                 | CBC       | SF  | SF  | SF  |
| 近畿（神・オ）             | ABC       | MBS | MBS | ABC |
| 広島（広）                 | RCC       | RCC | RCC | RCC |
| 福岡（ソ）                 | RKB       | KBC | KBC | KBC |
| -------------------------- | --------- | --- | --- | --- |

1. ↑  TBSラジオが自社およびJRNネットワーク番組としての野球中継を廃止した2018年以降は、厳密には（NRNとのクロスネットを含む）JRN加盟局間他との個別ネット扱いとなる。
2. ↑  ヤクルト主催試合についてはTBS及びRKBに中継権がないため、水 - 金曜のみ放送可能（日本シリーズおよび本拠地球場開催のオールスターゲームを除く）。
3. ↑  基本的には巨人戦はRF、DeNA戦はTBS、西武・ロッテ戦はQRからネット受けまたは裏送りとなる。

火曜日のRKBおよび水曜日のKBCが、ソフトバンクのビジターゲーム中継を自社制作した場合、当該試合は相手側の地元局での中継有無に関係なく両局の放送分に準拠したものとなる。つまり、火曜日はRKBと、水曜日はKBCと同じ中継を放送する（ただし、後者は前述したように他局制作分のネットに制限がある）。

## オールスターゲーム
- オールスターゲームは開催曜日に合わせたネットワークで放送。

## 日本選手権シリーズ
- 日本シリーズは原則として開催曜日に合わせたネットワークで放送される（2010年も土・日開催分のJRNネットは継続）が、2007年（中日対日本ハム）は例外的に全5試合JRNネット（北海道放送・中部日本放送制作）により放送された。